# Haapasaari (ö i Laukas, Äijälä)
Haapasaari är en ö i Uurainensjö i Finland. Den ligger i sjön Uurainen och i kommunen Laukas i den ekonomiska regionen  Jyväskylä  och landskapet Mellersta Finland, i den centrala delen av landet, 270 km norr om huvudstaden Helsingfors. Öns area är 0,2 hektar och dess största längd är 80 meter i nord-sydlig riktning.